# فریبکاران (فیلم ۲۰۲۱)
فریبکاران (به تلگو: Mosagallu) و (به انگلیسی: Deceivers) فیلمی هندی محصول سال ۲۰۲۱ و به کارگردانی جفری جی چین است. در این فیلم بازیگرانی همچون ویشنو مانچو، کجال آگاروال، سونیل شتی، روحی سینگ، ناودیپ، نوین چاندرا و ماهیما ماکوانا ایفای نقش کرده‌اند.